# 贝尔格莱德国家剧院

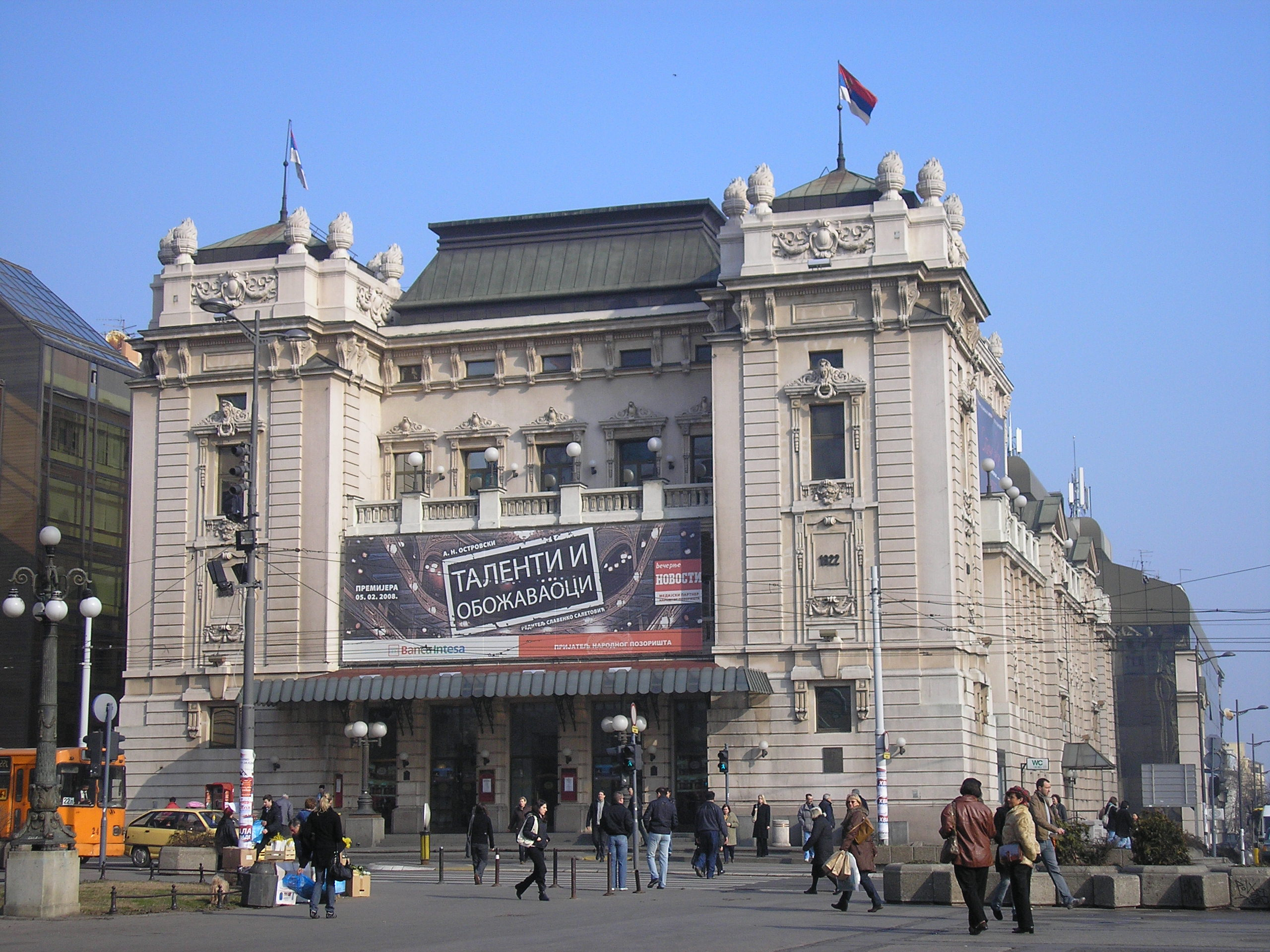
贝尔格莱德国家剧院

贝尔格莱德国家剧院，位于塞尔维亚首都贝尔格莱德市。国家剧院建于1869年。

## 历史
1999年，北约轰炸南联盟时，国际剧院是唯一对公众开放的剧院。在长达78天的轰炸中，该剧院仅收费1第纳尔。演出时间也非常特殊，为15:00至18:00，因为在此段时间内，北约会暂停空袭贝尔格莱德。